# Koce Borowe
Koce Borowe – wieś w Polsce położona w województwie podlaskim, w powiecie bielskim, w gminie Rudka.
Zaścianek szlachecki  Borowe należący do okolicy zaściankowej Koce położony był w drugiej połowie XVII wieku w ziemi drohickiej województwa podlaskiego. W latach 1975–1998 miejscowość administracyjnie należała do województwa białostockiego.
W 2011 wieś zamieszkiwały 133 osoby.
Wierni kościoła rzymskokatolickiego należą do parafii Matki Bożej Królowej Polski w Niemyjach Nowych.

## Historia
Wieś została założona na początku XV wieku w czasach, gdy Podlasie znajdowało się we władaniu księcia Janusza I mazowieckiego. Książę prowadził na tych terenach osadnictwo drobnego rycerstwa mazowieckiego. Pierwsza wzmianka o osiedleniu się tam szlachty pochodzi z roku 1464. (Archiwum Drohiczyńskie; Herbarz Kapicy-Milewskiego).
Koce-Basie, Koce-Basie Dołki, Koce-Borowe, Koce-Piskuły i Koce-Schaby tworzyły tzw. okolicę szlachecką zamieszkiwaną najczęściej przez Koców herbu Dąbrowa.
W I Rzeczypospolitej należały do ziemi drohickiej w województwie podlaskim.
Pod koniec wieku XIX wieś w powiecie bielskim, gubernia grodzieńska, gmina Skórzec. Użytki rolne o powierzchni 215 dziesięcin.
W 1921 naliczono 47 budynków z przeznaczeniem mieszkalnym oraz 234. mieszkańców (114. mężczyzn i 120 kobiet). Wszyscy zgłosili narodowość polską i wyznanie rzymskokatolickie.
Do dzisiaj w Kocach mieszkają Kocowie – potomkowie rycerstwa z czasów króla Władysława II Jagiełły.